# Henry Expert
Henry Expert (Bordeus, 12 de maig de 1863 - Tourrettes-sur-Loup, 18 d'agost de 1952) fou un musicòleg i músic francès. Estudià, divulgà i executà la música francesa del segle XV i xvi.
El 1881 ingressà en l'Escola Niedermeyer, completant els seus estudis musicals amb César Franck i Eugène Gigout. Després es consagrà per sencer a l'estudi dels compositors del Renaixement i començà a publicar el 1894 l'excel·lent antologia Les maîtres musiciens de la Renaissance française. Aquesta obra monumental, model d'escrupolosa erudició i d'agut sentit crític, comprèn en la seva primera part una gran quantitat d'exemples de l'art franc-flamenc dels segles XV i XVI, entre ells de Lasso, Goudimel, Costeley, Claudin de Sermisy, Courtoys, Deslonges, Dulot, Gascogne, Gascongne, Hesdin, Jacotin, Janequin, Lombart, Sohier, Vermont, Brumel, Pierre de la Rue, Mouton, Févin, Le Jeune, Regnart i Du Caurroy.
La segona part és una bibliografia temàtica d'obres dels segles referits; la tercera està dedicada als teòrics de la música, durant el Renaixement; la quarta a autoritats; la cinquena a comentaris i la sisena a exemples solts de música sagrada i profana.
Expert fou professor de la referida Escola Niedermeyer i fundador amb Maury de la Societat d'Estudis Musicals i de Concerts històrics de París. Va donar, a més, una edició monumental del Salteri hugonot i el 1909 fou nomenat bibliotecari segon del Conservatori.